# 2015年奈良県知事選挙
2015年奈良県知事選挙（2015ねんならけんちじせんきょ）は、2015年（平成27年）4月12日に執行された奈良県知事を選出するための選挙。第18回統一地方選挙の日程で行われた。

## 概要
現職の荒井正吾の任期満了に伴う知事選挙。現職の荒井は前年12月に3選出馬を表明した。知事選は現職の荒井に前年の3月に出馬を表明していた岩崎、前生駒市長の山下、共産党公認の谷川が挑む構図となった。
各党の対応は自由民主党、公明党、民主党、新党改革は現職の荒井を推薦した。共産党は党公認候補として谷川を擁立した。

## 選挙データ

### 告示日
- 2015年（平成27年）3月26日

### 執行日
- 2015年（平成27年）4月12日
  - 当日の投票時間帯:
  - 期日前投票:3月27日〜4月11日

### 同日選挙
- 奈良県議会議員選挙（任期満了に伴う、4月3日 告示）[4]

## 立候補者
4名、立候補届け出順
| 候補者名（読み）               | 年齢 | 党派                                         | 肩書き     |
| ------------------------------ | ---- | -------------------------------------------- | ---------- |
| 荒井正吾 （あらい しょうご）   | 70   | 無所属 （自民党、民主党、公明党、改革 推薦） | 奈良県知事 |
| 山下真 （やました まこと）     | 46   | 無所属                                       | 元生駒市長 |
| 谷川和広 （たにがわ かずひろ） | 36   | 日本共産党                                   | 党県書記長 |
| 岩崎孝彦 （いわさき たかひこ） | 44   | 無所属                                       | 経営相談業 |

### 選挙のタイムライン
- 2014年3月1日 - 岩崎が県庁で記者会見を開き、知事選出馬を表明[2]。
- 2014年12月4日 - 荒井が県議会本会議で3選出馬を表明[1]。
- 2015年1月5日 - 山下が県庁で会見し、知事選出馬を表明[6]。
- 2015年1月15日 - 民主党が荒井の推薦を決定[7]。
- 2015年1月22日 - 自民党が荒井の推薦を決定[8]。
- 2015年2月12日 - 公明党が荒井の推薦決定を発表[9]。
- 2015年2月27日 - 谷川が会見し、共産党公認での知事選出馬を表明[10]。
- 2015年3月24日 - 新党改革が荒井の推薦決定を発表[11]。
- 2015年3月26日 - 告示。現職と新人3人による争いに。
- 2015年4月12日 - 投開票。

## 選挙結果
投票率は51.05%で、前回2011年の52.21%を1.16%下回り、投票率は僅かに下がった。当日の有権者数は113万159人で、投票者数は57万6992人であった。
候補者別の得票数の順位、得票数、得票率、惜敗率、供託金没収概況は以下のようになった。供託金欄のうち「没収」とある候補者は、有効投票総数の10%を下回ったため全額没収された。惜敗率は未発表のため暫定計算とした（小数3位以下四捨五入）。
|      | 順位 | 候補者名  | 党派       | 新旧 | 得票数  | 得票率 | 惜敗率 | 供託金 |
| ---- | ---- | --------- | ---------- | ---- | ------- | ------ | ------ | ------ |
| 当選 | 1    | ■荒井正吾 | 無所属     | 現   | 283,432 | 50.15% | ----   |        |
|      | 2    | ■山下真   | 無所属     | 新   | 227,687 | 40.29% | 80.33% |        |
|      | 3    | ■谷川和広 | 日本共産党 | 新   | 39,127  | 6.92%  | 13.80% | 没収   |
|      | 4    | ■岩崎孝彦 | 無所属     | 新   | 14,903  | 2.64%  | 5.26%  | 没収   |

これまでの知事としての実績を訴えた荒井は、推薦を受けた自民党や公明党などの基礎票をまとめ上げ、3選を果たした。元生駒市長の山下は、関西広域連合全面加入を公約に掲げ、荒井まで約5万5000票差まで詰め寄ったが、僅かに及ばなかった。共産党公認の谷川、岩崎は支持を広げられなかった。